# Virelai
 For alternative betydninger, se Virelai (musik).
Virelai er et dansk band, der spiller middelaldermusik med rekonstruerede instrumenter fra perioden. Gruppen er opkaldt efter den gamle fransk Virelai danse- og kærlighedssangform fra middelalderen.
Bandet optræder primært på middelaldermarkeder rundt om i landet, men har også udgivet fire cd'er. Gruppen har også været med til at indspille musik til den danske film Skammerens Datter, der havde premiere i 2015.
Martin Seeberg blev nomineret til prisen som "Årets danske instrumentalist" ved Danish Music Awards Folk i 2007 for sin musik på albummet Havmandens kys.
To af bandets medlemmer er tidligere medlemmer af et andet dansk middelalderband kaldet Valravn, og to af de tidligere medlemmer fra Virelai, er i dag medlem af Valravn.
Under navnet Vitro har gruppen også optrådt med en anden middelaldergruppe kaldet Truppo Trotto.

## Medlemmer

### Nuværende medlemmer
- Søren Hammerlund: Drejelire, mandola og sang
- Martin Seeberg: Skalmeje, fløjter, jødeharper, bratsch, percussion og sang
- Mia Guldhammer: Tambourin, percussion og sang
- Jacob Lund: Davul, rammetromme, darbourka, tambourin

### Tidligere medlemmer
- Anna Katrin Egilstrøð (Færøerne): Sang, fløjter, skalmeje, davul, tamburin og percussion.
- Juan Pino (Schweiz/Ecuador): Davul, darbouka, tombak, dulcimer, percussion og sang.

## Diskografi
- 2000 Middelaldermusik
- 2001 Danser duggen af jorden
- 2006 Havmandens kys
- 2011 Fra bølger og bjerge
- 2014 I danser vel
- 2023 Ravn fører runer